# Archaeidae
Los arqueidos (Archaeidae) son  una familia de arañas araneomorfas, que forman parte de la superfamilia de los arqueoideos (Archaeoidea), junto a los pararqueidos, mecismauquénidos, microfolcomátidos y holarqueidos. 
Llegan a sobrepasar los 5 mm de longitud. En inglés se las conoce como pelican spider ("arañas pelicano") por su forma anatómica: mandíbulas alargadas y parte delantera que le sirven para capturar otras arañas. El hecho que algunas especies ataquen a otras arañas hace que también se las conozca como "arañas asesinas".

## Sistemática
Con la información recogida hasta el 31 de diciembre de 2011, Archaeidea cuenta con 54 especies descritas comprendidas en 3 géneros:
- Afrarchaea Forster & Platnick, 1984 (Sudáfrica, Madagascar)
- Austrarchaea Forster & Platnick, 1984 (Australia)
- Eriauchenius O. P.-Cambridge, 1881 (Madagascar, Sudáfrica)

Se conocen también los siguientes géneros fósiles:
- †Archaea C. L. Koch & Berendt, 1854
- †Baltarchaea Eskov, 1992
- †Burmesarchaea Wunderlich, 2008
- †Eoarchaea Forster & Platnick, 1984
- †Eomysmauchenius Wunderlich, 2008
- †Filiauchenius Wunderlich, 2008
- †Jurarchaea Eskov, 1987
- †Lacunauchenius Wunderlich, 2008
- †Myrmecarchaea Wunderlich, 2004
- †Patarchaea Selden, Huang & Ren, 2008
- †Saxonarchaea Wunderlich, 2004